# En rade
En Rade é um romance do escritor francês, Joris-Karl Hysmans. Sua primeira apiração foi em folhetim na revista Revue Indépendante entre novembro de 1886 e abril de 1887. Foi publicado em forma de livro 26 de abril de 1887 pela Treese et Stock. En rade sucede o romance mais famoso de Huysmans, À rebours (em português, Às Avessas), e foi um desastre comercial, pois desde as crítitcas quanto o público não puderam entender a mistura de seu realismo brutal e a fantasia. Mais tarde, os surrealistas já estavam mais apreciativos, e André Breton incluiu alguns extratos da novela em sua Anthologie de l'humour noir (em português: Antologia de Humor Negro)

## Enredo
Apenas dispersas minúcias ocorrem nesta obra antirromântica. Jackques Marles procura refúgio dos seus credores parisienses com sua esposa Louise em um bangalô dilapidado na vila de Longueville, França. Longe de encontrarem o contentamento numa paisagem idílica e de verão, o casal descobre que o campo é grotesco e doentio. Os fazendeiros locais são invejosos, ardilosos e obcecados pelo dinheiro. O romance documenta as pequenas irritações e desapontamentos da existência dos Marleses, dia-por-dia, assim como a suas explorações pelo bangalô arruinado e seu jardim. Intercalado com essas descrições realistas está três sequências de sonhos recontando as fantasias eróticas de Jacques em seu exarcebado estilo decadente.

## Traduções
O livro permanece inédito no Brasil, porém, seu antecessor, a obra prima de Huysmans, À rebours, foi traduzido por José Paulo Paes, e intitulado de "Às Avessas".

## Leitura adiconal
- Gordon, Rae Beth (1993). "The Function of the Metaphore Filée in En Rade," Nineteenth-Century French Studies, Vol. 21 (3/4), pp. 449–460.
- Grigorian, Natasha (2008). "Dreams, Nightmares, and Lunacy in En rade: Odilon Redon’s Pictorial Inspiration in the Writings of J.-K. Huysmans," Comparative Critical Studies, (5), pp. 221–233.
- Matthews, J.H. (1964). "En Rade and Huysmans’ Departure from Naturalism," L’Esprit Créateur, Vol 4, No. 2, pp. 84–93.
- Mayer-Robin, Carmen (2005). "Carcass or Currency? Marketing Ptomaines in Huysmans’ En Rade." In: Currencies: Fiscal Fortunes and Cultural Capital in the French Nineteenth Century. Oxford: Peter Lang, pp. 41–56.
- Pasco, Allan (1987). "Negative Representation in Huysmans' En Rade." In: Novel Configurations. Birmingham: Summa, pp. 123–150.
- Ziegler, Robert (1985). "Subterranean Skies: the Vertical Axis of Huysmans’ En Rade," Stanford French Review, Vol 9 (2), pp. 241–251.